# Тетрил
Тетрил (C6H2(NO2)3N(CH3)NO2) — мощное взрывчатое вещество, по взрывчатым характеристикам относится к вторичным (бризантным).
Синонимы: 2,4,6-тринитро-N-метил-N-нитроанилин; N-метил-2,4,6-тринитрофенилнитрамин; метилпикрилнитрамин; N-метил-N,2,4,6-тетранитроанилин. Товарные наименования: тетрил, нитрамин, тетралит.

## Физико-химические свойства
Кристаллическое вещество белого цвета. Но цвет технического продукта светло-желтый, обусловлен примесями. Хорошо растворим в ацетоне, концентрированной азотной кислоте и бензоле, хуже - в спирте и дихлорэтане. Практически не растворим в воде. Негигроскопичен. Реагирует со щелочами и карбонатами натрия и калия. При нагревании в слабых растворах щелочей образует пикраты. В конц.(?) H2SO4 разлагается до метилпикрамида. Реагирует с анилином в бензоле, образуя метилнитрамин и 2-, 4-, 6-тринитродифениламин. Чистый продукт стоек по отношению к слабым кислотам и не взаимодействует с аммиачной селитрой. Технический продукт из-за примеси пикриновой кислоты корродирует обычную сталь и несовместим с аммиачной селитрой. При сплавлении с тротилом образует аддукт с t пл. 68°С. Вследствие наличия нитрогрупп может образовывать производные с металлами карминно-красного цвета, которые являются высокочувствительными взрывчатыми веществами с температурой вспышки 95-105 С. Токсичен, при систематическом контакте вызывает аллергию или экзему на коже, окрашивает кожу в красный цвет, требует принятия специальных мер защиты при обращении. Химическая стойкость ниже, чем у тротила и некоторых других нитросоединений, но достаточна для длительного хранения при нормальных условиях. Легко прессуется до высокой плотности (1,71 г/см3 при 2000 кгс/см² ). Плотность кристаллического – 1,73 г/см3, обычная плотность в зарядах – 1,63 г/см3 Твёрдость по Моосу - менее 1,0.
В 100 см3 растворяется тетрила в граммах:
| Температура | Вода  | Бензол | Ацетон | Дихлорэтилен | Спирт | CCl4  | Эфир  | Сероуглерод |
| ----------- | ----- | ------ | ------ | ------------ | ----- | ----- | ----- | ----------- |
| 0°С         | 0,005 | 3,45   | —      | 1,5          | 0,32  | 0,007 | 0,188 | 0,009       |
| 17°С        | 0,007 | —      | —      | —            | 0,49  | 0,02  | —     | 0.017       |
| 20°С        | 0,008 | 9,99   | 45,82  | 3,8          | 0,56  | 0,025 | 0,418 | 0,021       |
| 30°С        | 0,008 | —      | —      | —            | 0,76  | 0,039 | 0,493 | 0,029       |
| 40°С        | 0,011 | —      | —      | 7,7          | 1,12  | 0,058 | —     | 0,056       |
| 45°С        | 0,014 | —      | —      | —            | 1,38  | 0,073 | —     | 0,094       |
| 50°С        | 0,019 | —      | 111,85 | —            | 1,72  | 0,095 | —     | —           |
| 60°С        | 0,035 | —      | —      | 18,8         | 2,64  | 0,154 | —     | —           |
| 70°С        | 0,053 | 21,86  | —      | —            | 4,23  | 0,241 | —     | —           |
| 75°С        | 0,066 | —      | —      | —            | 5,33  | 0,247 | —     | —           |
| 80°С        | 0,081 | 42,43  | —      | 64,5         | —     | —     | —     | —           |
| 100°С       | 0,184 | —      | —      | —            | —     | —     | —     | —           |

## Восприимчивость к нагреванию и внешним воздействиям
Температура плавления - 129,5°С с разложением (технический плавится при 128,8°С). Термически стабилен до 100°С. t всп. (?) - ок. 190°С (у тротила - 290°С, у ТНФ - 310°С). При 190°С быстро с шумом сгорает светлым ярким пламенем. Более мощное и чувствительное ВВ, чем тротил или пикриновая кислота.
Химическая стойкость: чистый продукт выдерживает пробу Эбля при 80°С не более 50 мин. Такая нестойкость объясняется примесью тетранитрофенилметилнитрамина(m-нитротетрила), который образуется из содержащегося в диметиланилине монометиланилина и уже кипящей водой гидролизуется на кислый тринитрофенилметилнитраминофенол и азотистую кислоту.
Чувствительность к удару: для груза 2,5 кг (50%-я вероятность детонации) - 37 см, (гексоген – 28 см, тротил – 148 см). Для груза 10 кг (высота 25 см) 50-60%-я вероятность взрыва, (тротил - 4-8 %, гексоген - 70-80 %).
Восприимчивость к детонации: 0,29 г для гремучей ртути, 0,09 г для ТА, 0,05 г для ГМТД или 0,03 г для азида свинца.

## Взрывчатые характеристики
- Теплота взрыва: 4,6 МДж/кг (960 ккал/кг при 0,98 г/см3, 1160 ккал/кг при 1,69 г/см3).
- Теплота образования: +7.6 ккал/моль.
- Энтальпия образования: +16,7 ккал/кг.
- Температура взрыва: 2950 Кельвинов (примерно 2676°С).
- Скорость детонации: 7500 м/с при плотности 1,63 г/см3. При 1,70 г/см3 скорость детонации - 7620 м/с, а давление на фронте детонационной волны - 25 ГПа, (тротил 19 ГПа, гексоген - 34,7 ГПа (при 1,6 и 1,8 г/см3, соответственно)).
- Бризантность: 113-123 % (54-59 г) от тротила (48 г) по песочной пробе. Обжатие свинцовых столбиков - 19 мм (тол - 16,5 мм).
- Фугасность в Pb-блоке: 390 мл для химически чистого тетрила, и 340 мл для технического продукта (техпродукт содержит низкоплавкие примеси и обладает меньшей энергией). Для сравнения: тротил – 285 мл, ТЭН – 500 мл.
- Работоспособность в баллистической мортире: 126-132 % от тротила.
- Объем продуктов взрыва: 765 л/кг.

## Получение
Тетрил обычно получают нитрованием диметиланилина. При приливании диметиланилина к концентрированной азотной кислоте происходит самовоспламенение, поэтому в промышленности тетрил получают растворением диметиланилина в избытке 92-96%-й серной кислоты (обычно 1 часть диметиланилина на 8-14 частей 96%-й серной кислоты) и нитрованием полученного раствора сульфата диметиланилина концентрированной азотной кислотой или меланжем. Реакция сопровождается окислением одной метиловой группы и большим тепловыделением. На протяжении всего процесса следует тщательно контролировать ход реакции и температуру, иначе возможно осмоление диметиланилина или даже вспышка.
В Германии во время Второй мировой войны тетрил производили из динитрохлорбензола, обработкой его водным раствором метиламина и нитрованием полученного динитрометиланилина нитрующей смесью до тетрила. Этот способ был более безопасен и позволяет использовать динитрохлорбензол – широко доступное сырье.
Очень чистый тетрил может быть получен нитрованием диметиланилина большим избытком азотной кислоты плотностью 1,4 (65 %). Для этого 1 часть диметиланилина растворяют в 40 частях азотной кислоты при температуре до 7°С. Затем температуру осторожно повышают до 60°С, а по завершении относительно бурной реакции окисления нагревают до 90°С. По охлаждении выделяется тетрил с 78%-м выходом.
Также тетрил можно получить двустадийным нитрованием монометиланилина азотной кислотой. На первой стадии монометиланилин нитруется 50-60% азотной кислотой до динитрометиланилина, а на второй до тетрила.

## Применение
Впервые был получен в 1877 г. Начал использоваться в качестве вторичного заряда в капсюлях-детонаторах и прочих средств подрыва с 1906 г в Германии. В России и Англии – с 1910 г. Во время 2-й мировой войны, кроме средств подрыва, использовался также в смесевых ВВ для снаряжения боеприпасов, напр., в малокалиберных снарядах в смеси с флегматизатором и в сплавах с тротилом (т. н. тетритолы, которые использовались в индивидуальном виде и в виде плавкой основы для литьевых смесей с гексогеном. Тетритолы с высоким содержанием тетрила по эффективности в кумулятивных боеприпасах эквивалентны пентолиту 50/50). В настоящее время тетрил имеет второстепенное значение и в большинстве стран снят с промышленного производства (напр., в США), вместо него используют более мощные ТЭН (Пентаэритриттетранитрат) и особенно гексоген.